# Galle (cràter)

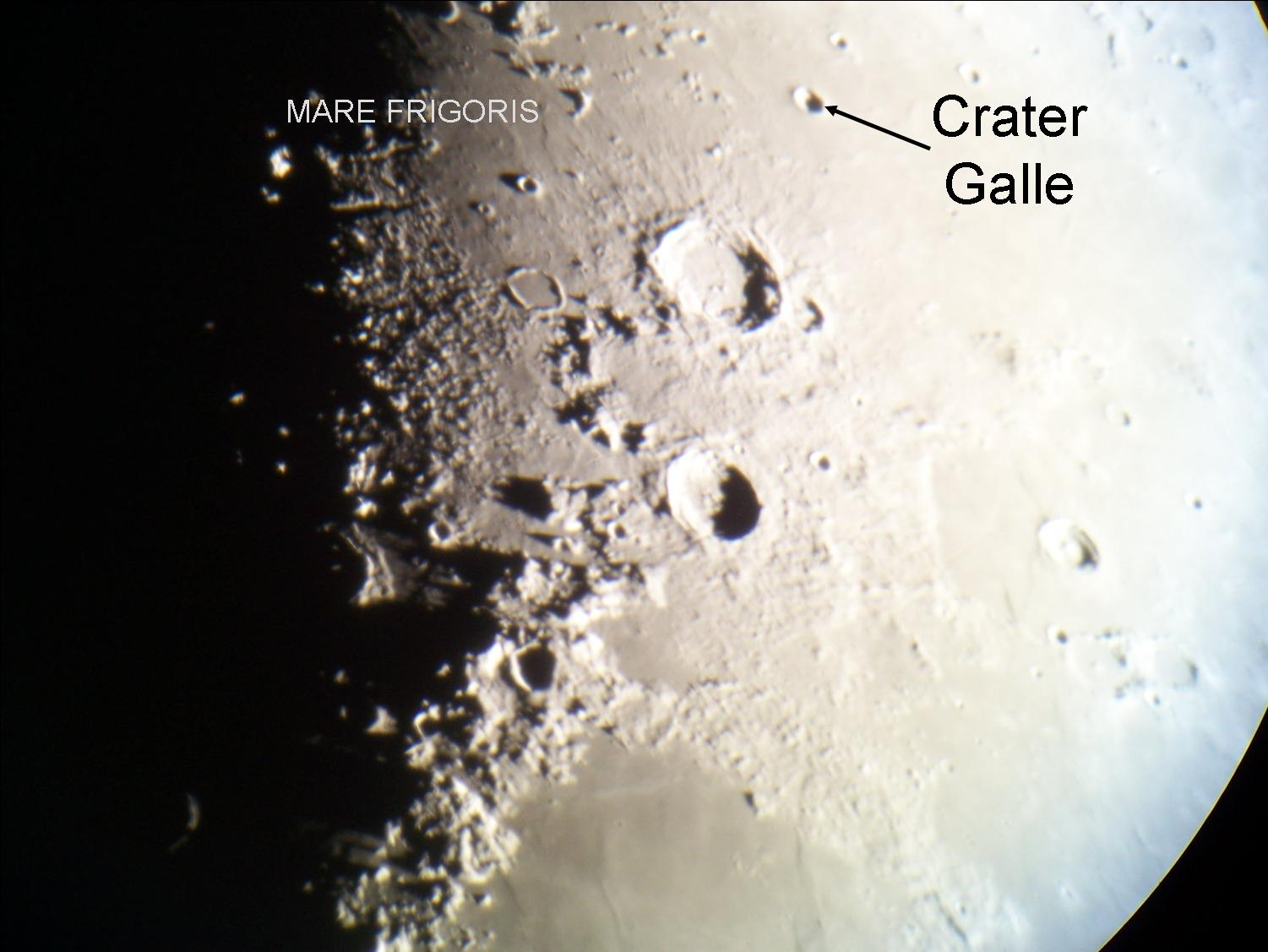
Localització de Galle en la Lluna

Galle és un petit cràter d'impacte lunar situat al Mare Frigoris, al nord-nord-est del prominent cràter Aristòtil.
La formació és gairebé circular, amb una vora afilada i poca aparença d'erosió. Presenta unes lleugeres protuberàncies cap a l'exterior en els sectors nord i nord-est de la vora, però d'altra banda la formació és relativament simètrica.

## Cràters satèl·lit
Per convenció, aquests elements són identificats als mapes lunars posant la lletra al costat del punt mitjà del cràter que està més prop de Galle.
|       | \| Galle \| Coordenades \| Diàmetre \| \| ----- \| ------------------------------------ \| -------- \| \| A \| 53° 54′ N, 22° 18′ E / 53.9°N,22.3°E \| 6 km \| \| B \| 55° 24′ N, 17° 24′ E / 55.4°N,17.4°E \| 7 km \| \| C \| 57° 48′ N, 24° 30′ E / 57.8°N,24.5°E \| 11 km \| |          |
| Galle | Coordenades | Diàmetre |
| A     | 53° 54′ N, 22° 18′ E / 53.9°N,22.3°E | 6 km     |
| B     | 55° 24′ N, 17° 24′ E / 55.4°N,17.4°E | 7 km     |
| C     | 57° 48′ N, 24° 30′ E / 57.8°N,24.5°E | 11 km    |